# Pete Wentz
Peter Lewis Kingston Wentz III (født 5. juni 1979 i Wilmette i Illinois) er bassist og backup-vokalist i bandet Fall Out Boy. Han skriver også teksterne til sangene.

## Biografi
Wentz voksede op i Wilmette i Illinois, et lille sted udenfor Chicago. Han gik på skolerne New Trier Township High School og North Shore Country Day School. På sidstnævnte var han en stor fodboldspiller. Da han var færdig på High School i 1997, begyndte han på DePaul University. Der studerede han politik. Han afsluttede skolegangen efter bare ét skoleår, da han bestemte sig for at satse på musikken. 
Wentz spillede i mange band i slutningen af 1990-tallet, Blandt andet: xfirstbornx, Arma Angelus, 7 Angels of the apocalypse / Culture of Violence, xBirthrightx, Extinction, Forever Ended Today, Yellow Road Priest og Project Rocket. 
I 2001 fandt Wentz og Joe Trohman ud at de ville lave et Pop punk/Emo band, Fall Out Boy, og fik Patrick Stump og senere Andy Hurley med sig. Fall Out Boy gik i opløsning i 2010 eller 2011. 
I 2013 fandt Fall Out Boy igen sammen, og er nu ude med deres nye album Save Rock and Roll, som udkom i 2014.
Pete blev d. 18 maj 2008 gift med  Ashlee Simpson.
Den 20. november 2008, fødte hans kone (Ashley Simpson) deres barn, sønnen Bronx Mowgli Wentz.
Ashlee og Pete har fået en skilsmisse

## Virksomhed
Peter har skrevet bogen The boy with the thorn in his side, som er baseret på mareridtene han havde som barn. Titlen var taget fra en sang af The Smiths' sang The Queen Is Dead. Han har skrevet endnu en bog, Rainy Day Kids, som skulle udgives i år 2006, men er blevet forsinket. Ingen ved hvornår den vil udkomme.
Wentz har et firma som hedder Clandestine Industries, som distributerer bøger, tøj og andre ting. Han ejer Decaydance Records, som har signeret flere band, blandt andre: Panic! at the Disco, October Fall, Gym Class Heroes, The Hush Sound, Cobra Starship, og Lifetime. Han ejer også et filmproduksions-firma som hedder Bartskull Films, som har udgivet DVD'en Release the Bats, som er lavet af Wentz og hans venner, blandt andet resten af Fall Out Boy. Wentz har også prøvet sig som model og var med i en reklame for mærket GAP, forår 2006.